# NGC 2965
NGC 2965 ist eine linsenförmige Galaxie vom Hubble-Typ S0 und liegt im Sternbild Kleiner Löwe am Nordsternhimmel. Sie ist schätzungsweise 298 Millionen Lichtjahre von der Milchstraße entfernt und hat einen Durchmesser von etwa 155.000 Lj. 

Im selben Himmelsareal befinden sich u. a. die Galaxien NGC 2955, NGC 2971, IC 2500.
Das Objekt wurde am 31. Dezember 1788 von William Herschel entdeckt.